# الجمعية الوطنية لمرشدات غواتيمالا
الجمعية الوطنية لمرشدات غواتيمالا هي المنظمة الإرشادية الوطنية في غواتيمالا. تأسست الجمعية في عام 1935 وأصبحت عضوا كامل العضوية في الرابطة العالمية للمرشدات وفتيات الكشافة في عام 1957 وتضم الجمعية 166 عضوة (اعتبارا من 2015).